# Gare du Verdon
La gare du Verdon est une gare ferroviaire française de la ligne de Ravezies à Pointe-de-Grave (dite aussi ligne du Médoc), située sur le territoire de la commune du Verdon-sur-Mer, dans le département de la Gironde en région Nouvelle-Aquitaine.
Elle est mise en service en 1875 par la Compagnie du chemin de fer du Médoc, avant de devenir une gare de la Compagnie des chemins de fer du Midi après son rachat de la ligne en 1912. C'est une halte ferroviaire de la Société nationale des chemins de fer français (SNCF) desservie par les trains du réseau TER Nouvelle-Aquitaine.

## Situation ferroviaire
Établie à 6 m d'altitude, la gare du Verdon est située au point kilométrique (PK) 99,805 de la ligne de Ravezies à Pointe-de-Grave, entre les gares Soulac-sur-Mer et de La Pointe-de-Grave.
Elle est équipée de deux quais, le quai « X » pour la voie « 1 » et le quai « Y » pour la voie « 2 », qui disposent chacun d'une longueur utile de 216 m.

## Histoire
La Compagnie du chemin de fer du Médoc met en service la gare du Verdon le 14 août 1875 lors de l'ouverture de la section entre la gare de Soulac et Le Verdon, de son chemin de fer de Bordeaux au Verdon.
La Compagnie met en service la section suivante, du Verdon à la gare de la Pointe-de-Grave, le 1er août 1902.

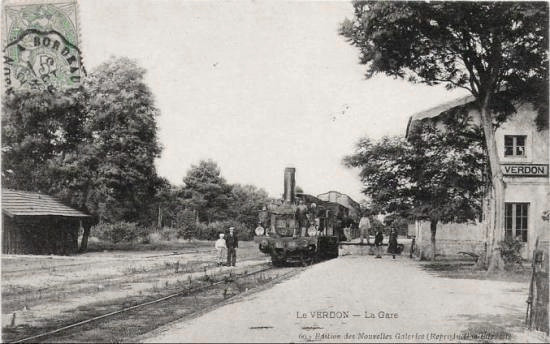
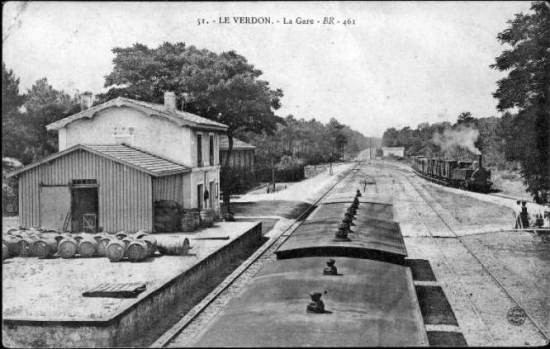

## Fréquentation
De 2015 à 2023, selon les estimations de la SNCF, la fréquentation annuelle de la gare s'élève aux nombres indiqués dans le tableau ci-dessous.
| Année           | 2015  | 2016  | 2017  | 2018  | 2019   | 2020  | 2021   | 2022   | 2023   | 2024   |
| --------------- | ----- | ----- | ----- | ----- | ------ | ----- | ------ | ------ | ------ | ------ |
| Voyageurs seuls | 7 548 | 5 150 | 7 200 | 6 925 | 10 343 | 7 964 | 12 882 | 14 292 | 16 700 | 20 000 |

## Service des voyageurs

### Accueil
Halte SNCF, c'est un point d'arrêt non géré (PANG) à entrée libre sans automate d'achat de billets. Du personnel SNCF est présent pour la gestion du trafic et du bâtiment voyageurs seulement.

### Desserte
Le Verdon est desservie par des trains TER Nouvelle-Aquitaine qui circulent entre Bordeaux-Saint-Jean et le Verdon. En juillet et août, une partie de ces trains continue vers ou est en provenance de la gare de La Pointe-de-Grave.

### Intermodalité
Un parking pour les véhicules y est aménagé.

## Service des marchandises
Cette gare est ouverte au service du fret (train massif uniquement).